# Hörselmat
Hörselmat är en svensk jazz-, funk-, prog- och rockgrupp. Den  bildades 1973 och bestod inledningsvis av medlemmarna Björn J:son Lindh, Janne Schaffer, Ola Brunkert och Stefan Brolund (namnet Hörselmat kommer dock från ett album utgivet 1971 med gruppen Svenska Löd AB!, på vilket Schaffer medverkade). 
Genom åren har även bland andra Christian Veltman, Malando Gassama, Per Lindvall, Stefan Nilsson, Tommy Cassemar och Peter Ljung varit medlemmar. Gruppens sammansättning varierade men leddes under alla år av Björn J:son Lindh och Janne Schaffer. Hörselmat turnerade runt om i landet under 70- och 80-talet, men även utomlands. Exempelvis spelade Hörselmat i Montreux 1980. Gruppen gav endast ut ett album, Hörselmat Med Gävleborgs Symfoniorkester år 1987. Gruppen finns dock med på albumet Tonkraft 1972-74: Levande Musik Från Sverige utgiven 1980 med låten Underhuggaren samt med fem låtar på samlingsboxen Progglådan 1967-85 utgiven 2013. Låtarna på Tonkraft och Progglådan kommer från en inspelning som gjordes 13 april 1974 i radioprogrammet Tonkraft.   
Albumet Hörselmat Med Gävleborgs Symfoniorkester finns som vinyl-LP (Earmeal – EAR 002) och som CD-skiva (Earmeal – CDEAR 002).

## Diskografi
Hörselmat Med Gävleborgs Symfoniorkester (1987):
1. Härifrån till evigheten
2. Storpolska
3. Rosa Tango (finns endast på CD-skivan)
4. Billathi askara
5. Hovmusik
6. Brusa högre lilla å
7. Så skimrande var aldrig havet